# Nguyễn Hải (diễn viên)
Nguyễn Hải (sinh năm 1958) là một nam diễn viên, Đại tá Công an nhân dân Việt Nam, nguyên Phó Trưởng Đoàn Kịch nói Công an Nhân dân. Ông được biết đến qua nhiều vai diễn phản diện của các bộ phim Chuyện làng Nhô, Chạy án, Ngôi biệt thự màu tro lạnh, Quỳnh búp bê. Ông được nhà nước Việt Nam phong tặng danh hiệu Nghệ sĩ Nhân dân vào năm 2019.

## Cuộc đời
Nguyễn Hải tên đầy đủ là Nguyễn Văn Hải, sinh năm 1958 tại Nam Định. Năm 1980, ông tốt nghiệp khóa 20 Trường Đại học Mỏ – Địa chất. Năm 1981, sau hơn nửa năm làm kỹ sư hầm lò ở Quảng Ninh, ông tiếp tục thi đậu vào Trường Đại học Sân khấu - Điện ảnh và tốt nghiệp vào năm 1986. Sau một thời gian cộng tác với Đoàn kịch nói Công an nhân dân, ông được vào biên chế chính thức vào năm 1990.
Mặc dù ông từng đóng một số vai chính diện như Trung tá Hoàng Đàm trong vở kịch sân khấu "Khoảnh khắc mong manh", hay Đại tá tình báo Lê Đức Duy trong vở kịch "Sống trong cô đơn", nhưng ông vẫn thường được biết đến với số lượng lớn những vai diễn phản diện như Trịnh Khả trong Chuyện làng Nhô, Minh "hói" trong Cổ cồn trắng, tướng cướp Hoàng Đạo trong Cái chết của con thiên nga, Tổng giám đốc Trần Hùng Lân trong Bí mật những cuộc đời, Cu Nên trong Đội H88, Lão Cấn trong Quỳnh búp bê...

## Tác phẩm

### Sân khấu
| Năm  | Tác phẩm               | Vai diễn                   | Tác giả           | Đạo diễn                                        | Nguồn       |
| ---- | ---------------------- | -------------------------- | ----------------- | ----------------------------------------------- | ----------- |
| 1990 | Phía sau vụ án         | Trung tá Cảnh              | Vũ Xuân Cải       | Hoàng Quang Thiện, Nghệ sĩ nhân dân Trần Nhượng | [ 7 ] [ 8 ] |
| 1990 | Sống trong cô đơn      | Đại tá tình báo Lê Đức Duy | Nguyễn Đình Chính | Nghệ sĩ Nhân dân Lê Hùng                        | [ 7 ]       |
| 1995 | Cuộc chia tay lần cuối | Bộ trưởng Đinh Xuân Cầu    | Ngọc Thụ          | Nghệ sĩ Nhân dân Lê Hùng                        | [ 7 ]       |
| 1998 | Quả báo                | Bùi Nhiêu                  | Hữu Ước           | Nghệ sĩ Nhân dân Lê Hùng                        | [ 7 ]       |
| 1999 | Khoảnh khắc mong manh  | Trung tá Hoàng Đàm         | Hữu Ước           |                                                 | [ 9 ]       |

### Truyền hình
| Năm  | Phim                       | Vai diễn                | Đạo diễn                        | Kênh           | Nguồn         |
| ---- | -------------------------- | ----------------------- | ------------------------------- | -------------- | ------------- |
| 1998 | Chuyện làng Nhô            | Trịnh Khả               | Đặng Lưu Việt Bảo               | VTV3           | [ 10 ] [ 11 ] |
| 1998 | Cái chết con thiên nga     | Hoàng Đạo               | Khải Hưng (tổng đạo diễn)       | VTV3           | [ 12 ]        |
| 2000 | Con nhện xanh              | Lý Hân                  | Đỗ Đức Thành                    | VTV3           | [ 12 ]        |
| 2002 | Cổ cồn trắng               | Minh "hói"              | Trần Hoài Sơn                   | VTV3           | [ 13 ]        |
|      | Chuyến xe bão táp          | Dương Sẹo               |                                 |                | [ 14 ]        |
| 2005 | Trò đùa số phận            | Đỗ Sung                 | Bùi Huy Thuần                   | VTV1           | [ 15 ]        |
| 2005 | Bí mật của những cuộc đời  | Trần Hùng Lân           | Nguyễn Hữu Phần, Vũ Hồng Sơn    | VTV1           | [ 16 ]        |
| 2005 | Cầu Trầm                   | Thuần Vu                |                                 | VTV3           | [ 17 ]        |
|      | Đội H88                    | Cu Nên                  |                                 | chưa phát sóng | [ 18 ]        |
| 2006 | Chạy án (phần 1)           | Lê Thanh                | Vũ Hồng Sơn                     | VTV1           | [ 19 ]        |
| 2008 | Chạy án (phần 2)           | Lê Thanh                | Vũ Hồng Sơn                     | VTV1           | [ 20 ] [ 21 ] |
| 2011 | Đầm lầy bạc                | Hoàng "Khát máu"        | Bùi Quốc Việt                   | VTV3           |               |
| 2011 | Ngôi biệt thự màu tro lạnh | Đỗ Sủng                 | Bùi Huy Thuần, Bùi Quốc Việt    | VTV1           | [ 22 ]        |
| 2018 | Quỳnh búp bê               | Lão Cấn                 | Mai Hồng Phong                  | VTV3           | [ 23 ] [ 24 ] |
| 2022 | Bão ngầm                   | Thượng tá Trần Như Tuất | Đinh Thái Thụy                  | VTV1           | [ 25 ] [ 26 ] |
| 2022 | Đấu trí                    | Đặng Văn Nhất           | Nguyễn Danh Dũng, Bùi Quốc Việt | VTV1           | [ 27 ] [ 28 ] |

## Danh hiệu
- Nghệ sĩ Ưu tú (2012)
- Nghệ sĩ Nhân dân (2019)[29]

## Giải thưởng và đề cử
| Năm  | Lễ trao giải                | Tác phẩm               | Kết quả        | Nguồn  |
| ---- | --------------------------- | ---------------------- | -------------- | ------ |
| 1995 | Hội diễn Sân khấu toàn quốc | Cuộc chia tay lần cuối | Huy chương bạc | [ 7 ]  |
| 1999 | Hội diễn Sân khấu toàn quốc | Khoảnh khắc mong manh  | Huy chương bạc | [ 14 ] |

## Đời tư
Nguyễn Hải và vợ là Lê Thúy Hằng có với nhau 2 người con, con trai cả tên Khánh từng nhận được học bổng du học tại Anh và con gái út tên Linh đã tốt nghiệp Trường Đại học Ngoại thương.